# إلى شعوبي
إلى شعوبي! (الألمانية: An Meine Völker!، المجرية: Népeimhez!، التشيكية: Mým národům!، السلوفينية: Mojim narodom!، الإيطالية: Ai miei popoli!) كان بيانًا وقعه الإمبراطور فرانز جوزيف الأول إمبراطور النمسا والمجر في باد إيشل في 28 يوليو 1914. أعلن النص دخول النمسا والمجر في الحرب العالمية الأولى وإعلان الحرب على صربيا، مما أدى إلى بدء الحرب العالمية الأولى.

## خلفية
كان "إلى شعبي" عنوانًا نموذجيًا لبيانات الحرب؛ وقد استخدمته بروسيا عند انضمامها إلى التحالف السادس ضد نابليون عام 1813، وفي إعلان النمسا الحرب على بروسيا عام 1866، وفي إعلان دخول إيطاليا في الحرب العالمية الأولى (ضد النمسا والمجر) عام 1915. ولأن النمسا والمجر كانت إمبراطورية متعددة الأعراق، فقد جُعلت كلمة "شعب" جمعًا.
بعد اغتيال الأرشيدوق فرانز فرديناند النمساوي، وريث عرش النمسا والمجر، وزوجته صوفي في سراييفو (البوسنة والهرسك) في 28 يونيو 1914، توترت العلاقات الدبلوماسية بين النمسا والمجر وصربيا. بعد أسابيع من المناقشات، قرر قادة الحكومة والجيش في الإمبراطورية المخاطرة بحرب مع صربيا، أملاً في حملة قصيرة ومنتصرة.
وقّع الإمبراطور فرانز جوزيف إعلان الحرب في قصره الإمبراطوري بمدينة باد إيشل في 28 يوليو. وُزّعت الوثيقة في جميع أنحاء الإمبراطورية، ونُشرت على نطاق واسع صباح اليوم التالي. في ذلك الوقت، كانت عدة دول أوروبية قد بدأت بالفعل في حشد جيوشها.
يُقدّم النصّ عدوانية صربيا كسببٍ للحرب، مُدّعيًا أن الإمبراطورية حاولت بكلّ الطرق تجنّب الصراع. وقّع الوثيقة فرانز جوزيف وكارل فون ستورغ، رئيس الوزراء النمساوي. سرعان ما تبدّد اعتقاد البعض بإمكانية التوصّل إلى حلّ سلمي، إذ أعربت جميع الأحزاب السياسية، بما فيها الاشتراكيون الديمقراطيون، عن دعمها للحرب.
في 29 يوليو، قُصفت بلغراد لأول مرة. وفي 31 يوليو، أعلنت النمسا والمجر التعبئة العامة، وفي 12 أغسطس، بدأ غزو صربيا. ودخلت قوى أوروبية أخرى الحرب العالمية الأولى في أوائل أغسطس.

## النص
المرسوم الإمبراطوري والبيان.
إيشل، 28 يوليو.
عزيزي الكونت ستورغ:
لقد قررتُ تكليف وزراء بلدي ووزير خارجيتي بإخطار الحكومة الصربية الملكية ببدء حالة حرب بين المملكة وصربيا. في هذه الساعة الحاسمة، أشعرُ بحاجةٍ إلى التوجه إلى شعبي الحبيب.
لذلك، آمركُم بنشر البيان المرفق.
البيان.
إلى شعوبي! لقد رغبتُ بشدةٍ في تكريس السنوات التي لا تزال لي، بفضل الله، لأعمال السلام وحماية شعوبي من التضحيات الجسيمة وأعباء الحرب. لكن العناية الإلهية، بحكمتها، قد قضت بخلاف ذلك.
إن مكائد خصمٍ خبيثٍ تُجبرني، دفاعًا عن شرف مملكتي، وحمايةً لكرامتها ومكانتها كقوة، ولضمان ممتلكاتها، على التمسك بالسيف بعد سنواتٍ طويلة من السلام.
بجحودٍ سريع النسيان، سارت مملكة صربيا، التي حظيت، منذ البدايات الأولى لاستقلالها كدولة وحتى وقتٍ قريب، بدعمٍ ومساعدةٍ من أجدادي، على مدى سنواتٍ في طريق العداء العلني للنمسا والمجر. وعندما بسطتُ، بعد ثلاثة عقود من العمل المثمر من أجل السلام في البوسنة والهرسك، حقوقي السيادية على تلك الأراضي، استدعى مرسومي في مملكة صربيا، التي لم تُمس حقوقها قط، نوباتٍ من العاطفة الجامحه والكراهية الشديدة. استغلت حكومتي آنذاك الامتيازات السخية التي يتمتع بها الأقوى، وبقدر كبير من التفهم والتسامح، طلبت من صربيا فقط أن تُخضع جيشها لقواعد السلام، وأن تعدها مستقبلاً باتباع طريق السلام والصداقة. وبنفس روح الاعتدال، عندما كانت صربيا، قبل عامين، متورطة في صراع مع الإمبراطورية العثمانية، حصرت حكومتي عملها في الدفاع عن أخطر المصالح وأكثرها حيوية للملكية. وكان هذا الموقف هو ما مكّن صربيا في المقام الأول من تحقيق أهداف تلك الحرب.
ولم يتحقق الأمل في أن تُقدّر المملكة الصربية صبر حكومتي وحبها للسلام، وأن تفي بوعدها. لقد ظلّ شعلة كراهيتها لي ولأسرتي متقدة على الدوام؛ وقد تجلّى عزمها على انتزاع أجزاء لا تتجزأ من النمسا والمجر منّا بالقوة، وبصورة أقلّ تخفيًا. امتدت دعاية إجرامية عبر الحدود بهدف تدمير أسس نظام الدولة في الجزء الجنوبي الشرقي من المملكة؛ وجعل الشعب، الذي منحته، بدافع حبي الأبوي، ثقتي الكاملة، يتردد في ولائه للبيت الحاكم وللوطن؛ وتضليل شبابه الصاعد وتحريضه على أعمال جنونية وخيانة عظمى. سلسلة من الهجمات القاتلة، ومؤامرة منظمة، مُعدّة بعناية، ومُنفّذة بإتقان، جرحت نجاحها المثمر قلبي وقلوب شعوبي المخلصين، تُشكّل مسارًا دمويًا واضحًا لتلك المؤامرات السرية التي دبرت ووُجهت في صربيا.
يجب وقف هذه الإجراءات التي لا تُطاق، ووضع حدّ للاستفزازات الصربية المتواصلة. يجب الحفاظ على شرف وكرامة مملكتي دون مساس، ويجب حماية تطورها السياسي والاقتصادي والعسكري من هذه الصدمات المستمرة. عبثًا، بذلت حكومتي محاولة أخيرة لتحقيق هذا الهدف بالوسائل السلمية، ولحث صربيا، من خلال تحذير جدي، على الكف عن ذلك. لقد رفضت صربيا المطالب العادلة والمعتدلة لحكومتي، ورفضت الالتزام بتلك الالتزامات التي يُشكل الوفاء بها الأساس الطبيعي والضروري للسلام في حياة الشعوب والدول. لذلك، يجب عليّ أن أمضي بقوة السلاح لتأمين تلك التعهدات التي لا غنى عنها، والتي وحدها كفيلة بضمان الهدوء لدولي في الداخل والسلام الدائم في الخارج.
في هذه الساعة الجليلة، أُدرك تمامًا الأهمية الكاملة لعزيمتي ومسؤوليتي أمام الله القدير. لقد درستُ ووزنتُ كل شيء، وبضمير مرتاح، انطلقتُ على الطريق الذي يُشير إليه واجبي. إنني أثق في شعوبي، الذين، في كل عاصفة، التفوا حول عرشي في وحدة وولاء، وكانوا دائمًا على استعداد لتقديم أشد التضحيات من أجل شرف الوطن وعظمته وقوته. أثق في قوات النمسا والمجر الشجاعة والمخلصة، وأثق بالله القدير أن ينصر جيشي.

فرانز جوزيف مبريا

## روابط خارجية
- النص باللغة الألمانية، باللغة التشيكية
- الترجمة الإنجليزية في مشروع جوتنبرج
- الحرب العالمية الأولى: إعلان الحرب في الأراضي الأجنبية: النمسا والمجر
- أعلنت الحكومة النمساوية المجرية الحرب على صربيا ، صحيفة أوجدن ستاندرد (مدينة أوجدن، يوتا)، 28 يوليو 1914. تاريخ أمريكا: الصحف الأمريكية التاريخية. مكتبة الكونجرس.